# 傅乐焕
傅乐焕（1913年—1966年5月23日），字彬甫，祖籍山东聊城，出生于济南，中国历史学家，为傅斯年堂侄、傅乐成堂兄。其专攻辽金元史，与冯家昇、陈述并称为“辽史三大家”。

## 生平
傅乐焕1913年出生在山东济南，年幼在济南求学，因父丧而中断学业，幸得堂叔傅斯年，在中央研究所历史语言研究所担任书记员。1936年北京大学历史系毕业再次进入历史语言研究所担任助理研究员。1947年前往英国伦敦大学亚非学院留学，1949年博士毕业，1950年返回中国，担任中国科学院考古研究所研究员。1952年因院系调整前往中央民族学院任职。1966年文革开始，因傅斯年的关系被批斗关押和折磨，致使傅乐焕选择在当年5月23日于陶然亭投湖自杀。

## 家庭
与历史学家陈垣的侄女结婚，有三个女儿。